# Gnadauer Brasilien-Mission
Die Gnadauer Brasilien-Mission (GBM) ist eine evangelistische Gemeinschaftsarbeit innerhalb der Evangelischen Lutherischen Kirche Brasiliens.

## Geschichte
Der Gnadauer Brasilien-Mission e. V. mit Sitz in Schwieberdingen wurde 1927 in Deutschland durch die Vertreter des Gnadauer Verbandes gegründet und arbeitet heute mit ca. 260 Mitarbeitern im Süden Brasiliens. Seit Mitte der 1980er-Jahre wurde neben der pietistischen Arbeit eine stark diakonisch geprägte Arbeit aufgebaut. Kinderheime, Schülerhorte, Kindertagesstätten und Drogenrehabilitationszentren wollen die soziale Lage der Brasilianer bessern und den Betroffenen helfen. Die brasilianische Arbeit erreicht 19.500 Menschen wöchentlich.
Ehrenamtlicher Vorsitzender ist seit 2024 Eberhard Hahn (Ofterdingen bei Tübingen) in Nachfolge von Theo Schneider (Wittenberg), der das Amt seit 2010 innehatte. Geschäftsführer und Leiter der Mission ist seit 2004 der württembergische Pfarrer Gottfried Holland.

## Arbeitszweige
Bis 2010 sendete die GBM jährlich bis zu 20 Zivildienstleistende und Ehrenamtliche nach Brasilien aus. Dabei wurden die staatlichen Programme wie FSJ oder der Internationale Jugendfreiwilligendienst (IJFD) genutzt. Durch die rigorose Visumpolitik des brasilianischen Staates (keine Vergabe von Visa für „soziale Praktika“ an Abiturienten) reduzierte die Zahl sich auf fünf Freiwillige. Sie reisten mit brasilianischem Pass. Seit 2017 werden wieder bis zu 10 freiwillige junge Menschen in die verschiedenen diakonischen Einrichtungen entsandt.
Die evangelistische, kirchliche Arbeit wird in Paraguay durch die UNEPA (Union evangelica del Paraguay) geleitet. Anders als die MEUC firmiert die UNEPA als Kirche.
Als diakonische Einrichtungen wurden von der GBM gegründet und von der Partnerorganisation Missão Evangélica União Cristã (MEUC) unterhalten:
- Bom Amigo – die größte Kindertagesstätte in Blumenau (Santa Catarina)[4]
- Missão Evangélica de Amparo ao Menor (MEAME) – zwei Kinderheime in Ijui (Rio Grande do Sul)[5]
- Ecos de Esperança (ECOS) – 3 Kinderheime in Joinville (Santa Catarina)[6]
- Programa espaço alternativo (PEAL) – 9 Schülerhorte in Timbo, Fraiburgo, Jaragua do Sul, Benedito Novo, Alto Benedito Novo, Indaial, Pomerode (Santa Catarina)[7]
- Centro de Recuperação Nova Esperança (CERENE) – 6 Rehabilitierungszentren für Drogenabhängige in Blumenau, Ituporanga, Lapa, Palhoca, São Bento do Sul (Santa Catarina)[8]

Seit 2000 unterhält die GBM mit der Faculdade luterana de Teologia eine Theologische Fakultät, die bis zu 50 % der lutherischen Pfarrerinnen und Pfarrer ausbildet. Sie hat Austauschprogramme mit der Evangelisch Theologischen Fakultät der Universität Jena.
Neben 70 Theologen beschäftigt die GBM weitere 190 Mitarbeiterinnen und Mitarbeiter.
Die Geschäftsstelle ist in Schwieberdingen (Strohgäu) angesiedelt.